# Østerås
Østerås är ett område i Bærums kommun i Akershus fylke i Norge. Østerås station ligger som ändhållplats på Oslo t-bana linje 2, den så kallade Røabanen eller Østeråsbanen.

## Galleri

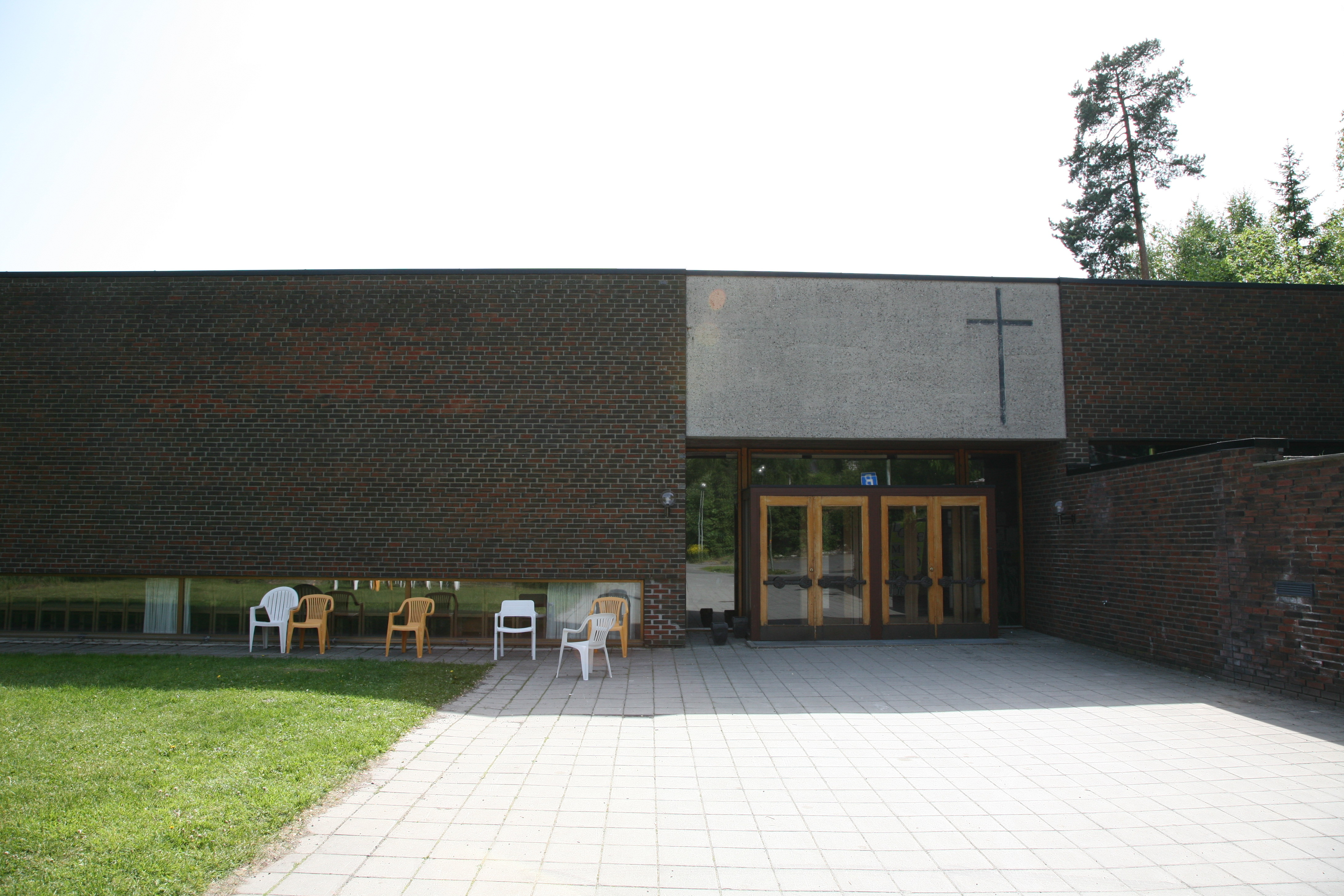
Østerås kyrka
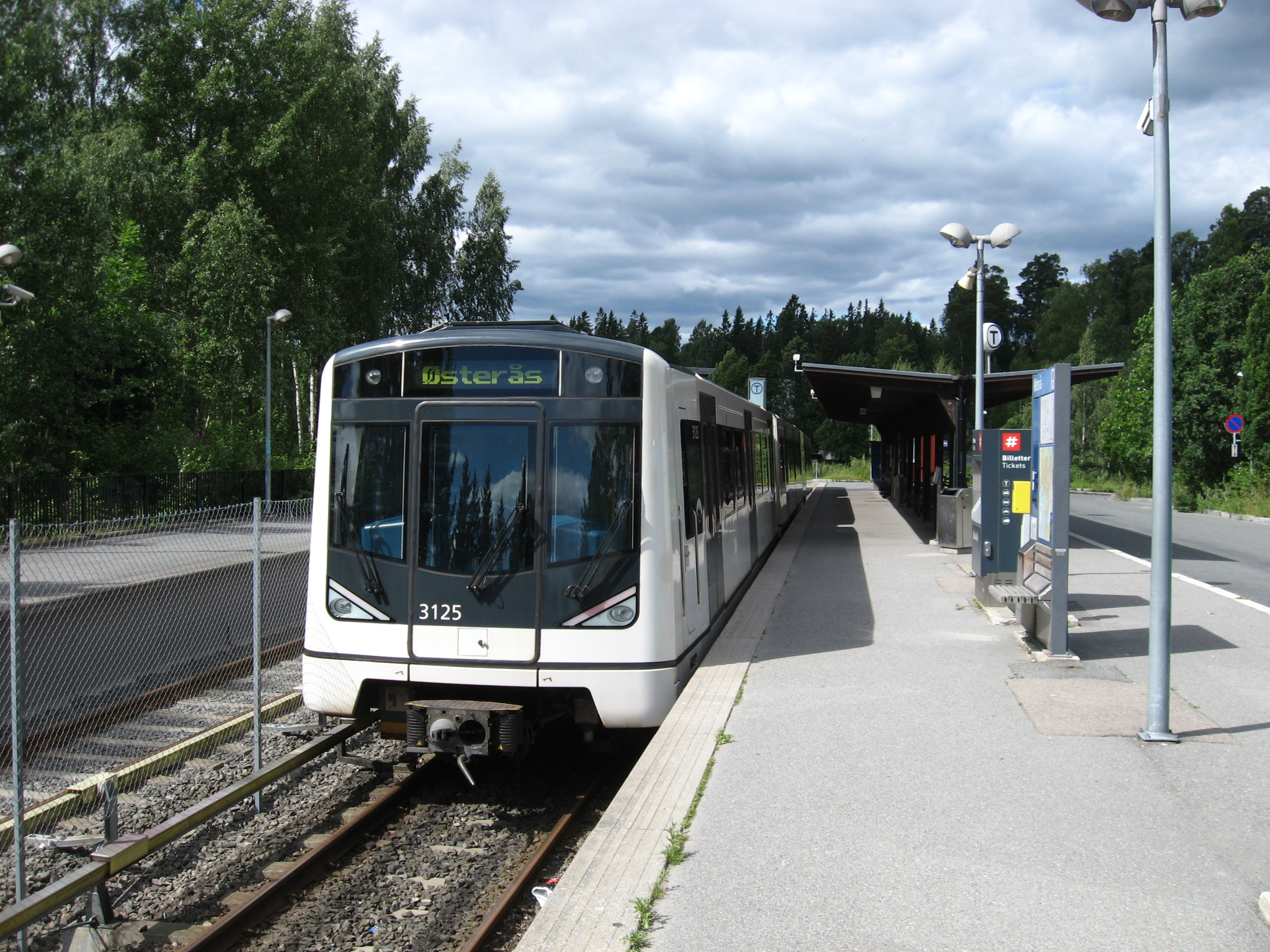
Østerås stasjon
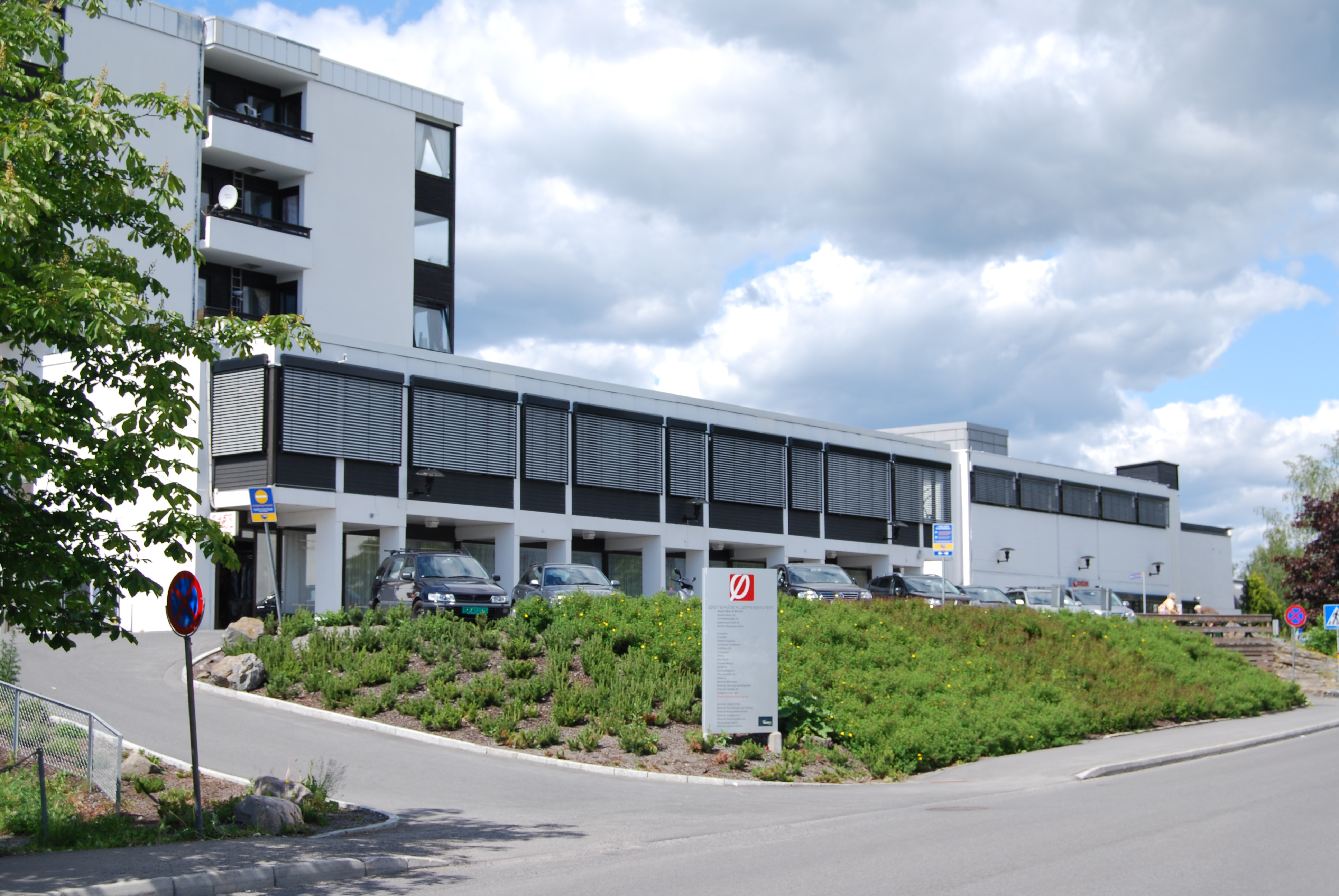
Østerås Senter